# Kloster Volkersberg

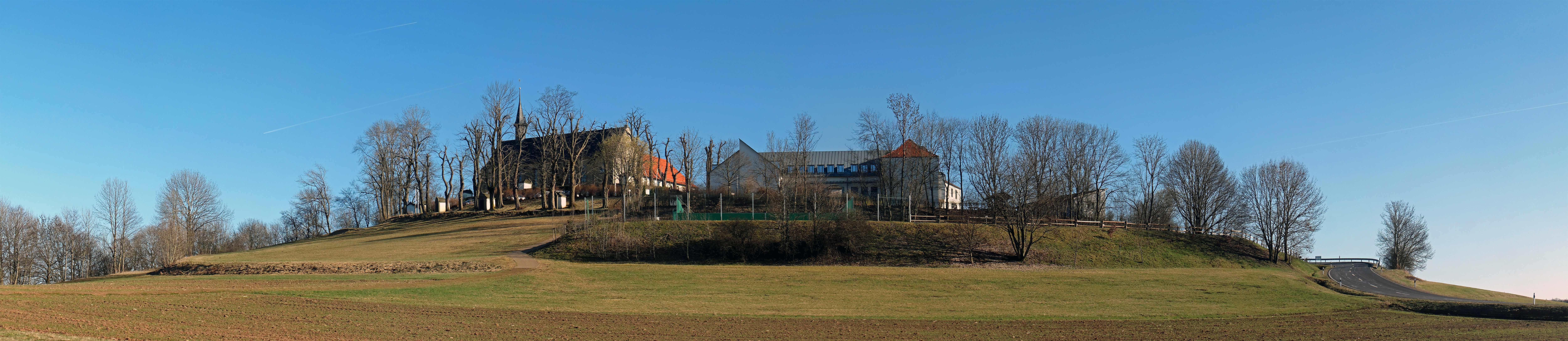
Volkersberg mit Kloster, den Kreuzwegstationen und der Jugendbildungsstätte Haus Volkersberg (rechts)

Kloster Volkersberg ist ein ehemaliges Kloster der Franziskaner-Observanten und ein Gemeindeteil der Stadt Bad Brückenau in Bayern in der Diözese Würzburg, dessen Räumlichkeiten die Jugendbildungsstätte Volkersberg und die Katholische Landvolkshochschule Volkersberg unter dem gemeinsamen Namen Haus Volkersberg nutzen.

## Geschichte
Die erste urkundliche Erwähnung des Volkersberges stammt aus dem Jahr 1160 im Güterverzeichnis des Benediktinerklosters Frauenberg bei Fulda. 1378 wurde erstmals eine Kapelle auf dem Berg erwähnt. 1450 wurde eine Kreuzbruderschaft gegründet. Bis 1499 lebten Einsiedler auf dem Berg, um die zunehmende Zahl an Wallfahrern zu versorgen.
Während der Reformation und des Dreißigjährigen Krieges nahm die Zahl der Wallfahrer stark ab. Mitte des 17. Jahrhunderts wurde der Volkersberg wieder zum beliebten Wallfahrtsort. Dazu trugen in den Jahren 1658 bis 1672 circa 25 Mirakel bei, darunter die Heilung der lahmen Elisabeth Hillenbrand von Riedenberg 1665.
Das der Kreuzauffindung geweihte Kloster wurde durch Joachim Graf von Gravenegg, Fürstabt von Fulda, im Jahre 1658 gegründet. 1659 schenkte Grafenegg den Franziskanern auf dem Volkersberg einen Kreuzpartikel, zwei Jahre später wurde der Grundstein für das Kloster gelegt, das nach den Plänen von Bruder Daniel Hollingshofen vom Kloster Altstadt gebaut wurde. 1664 wurde der Bau der Kirche begonnen, 1678 das Kloster geweiht, zwölf Jahre später ein Gasthaus zur Versorgung der Wallfahrer gebaut.
1707 wurde die Kirche erweitert, drei Jahre später das Kloster. Anfang des 18. Jahrhunderts lebten 60 Franziskaner im Kloster Volkersberg. 1752 wurde ein neues, barockes Gasthaus errichtet, drei Jahre später ein Kreuzweg mit 14 Stationen geweiht.
Die Säkularisation des Hochstifts Fulda im Jahr 1803 ging am Kloster Volkersberg vorbei, es wurde als zu arm eingestuft. 1816 wurde der Volkersberg Bayern zugesprochen, seit 1821 gehört das Kloster zur Diözese Würzburg. Die Zahl der Wallfahrer nahm in der Folge immer weiter ab, so dass die Armen Schulschwestern aus München 1859 im alten Gasthaus eine „Rettungsanstalt“ für Mädchen einrichteten.
1921 wurde das Kloster von den Missionsdominikanerinnen aus Neustadt am Main übernommen. Diese richteten dort bis 1955 ihr Postulat ein. Danach wurde das Kloster im alten Gasthaus an die Diözese verkauft, die 1956 in den Räumlichkeiten ein Jugendhaus und die Katholische Landvolkshochschule eröffnete. Bereits ein Jahr später kehrten die Dominikanerinnen auf den Volkersberg zurück. 1966 verließen die Mönche des Franziskanerklosters den Volkersberg. Die Diözese kaufte daraufhin alle Gebäude und nutzte sie als Erweiterung der Landvolkshochschule. Die Klosterkirche wurde Pfarrkirche von Volkers.
Seit 2002 firmieren die Einrichtungen als Haus Volkersberg. Die Angebote reichen von Erlebnispädagogik für Kinder und Jugendliche und Bildungsangeboten für Erwachsene im Rahmen der Katholischen Landvolkshochschule bis zu Erholungsangeboten wie einem Sinnesgarten, franziskanische Terrassengärten und einem Hochseilgarten.
Die klösterliche Tradition wurde bis 2013 von zwei Schwestern der Kongregation der Dominikanerinnen der heiligen Katharina von Siena fortgeführt.  Durch das Klostergelände führt heute der Fränkische Marienweg.

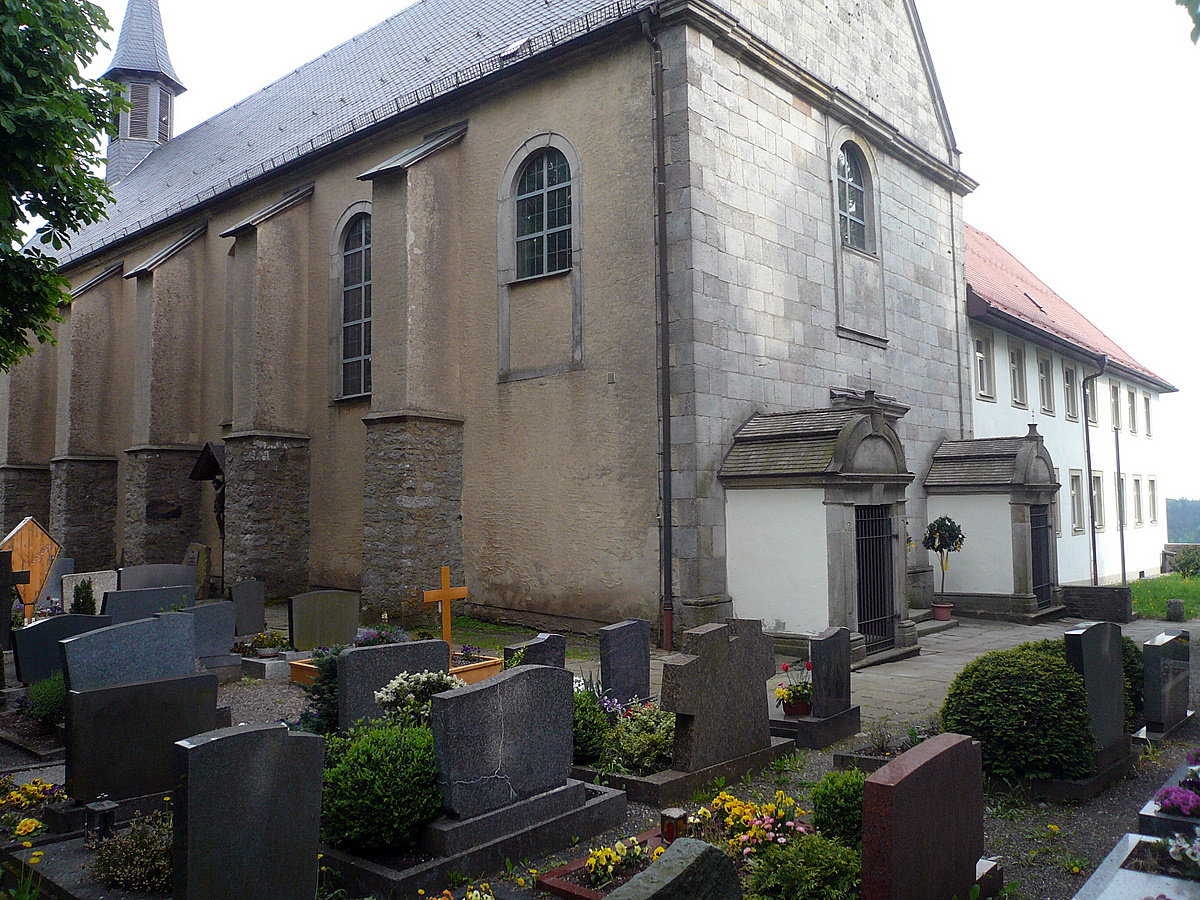
Kirche
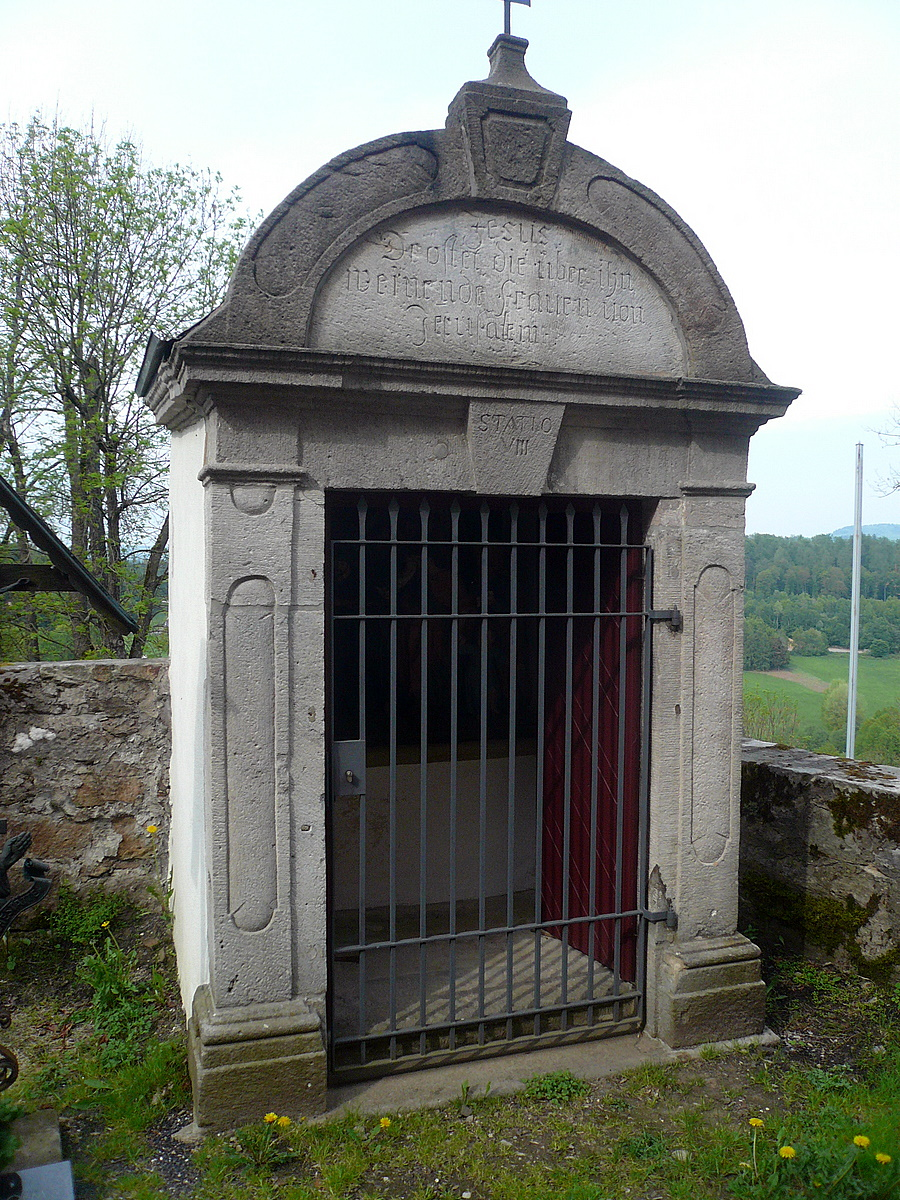
Kreuzwegstation
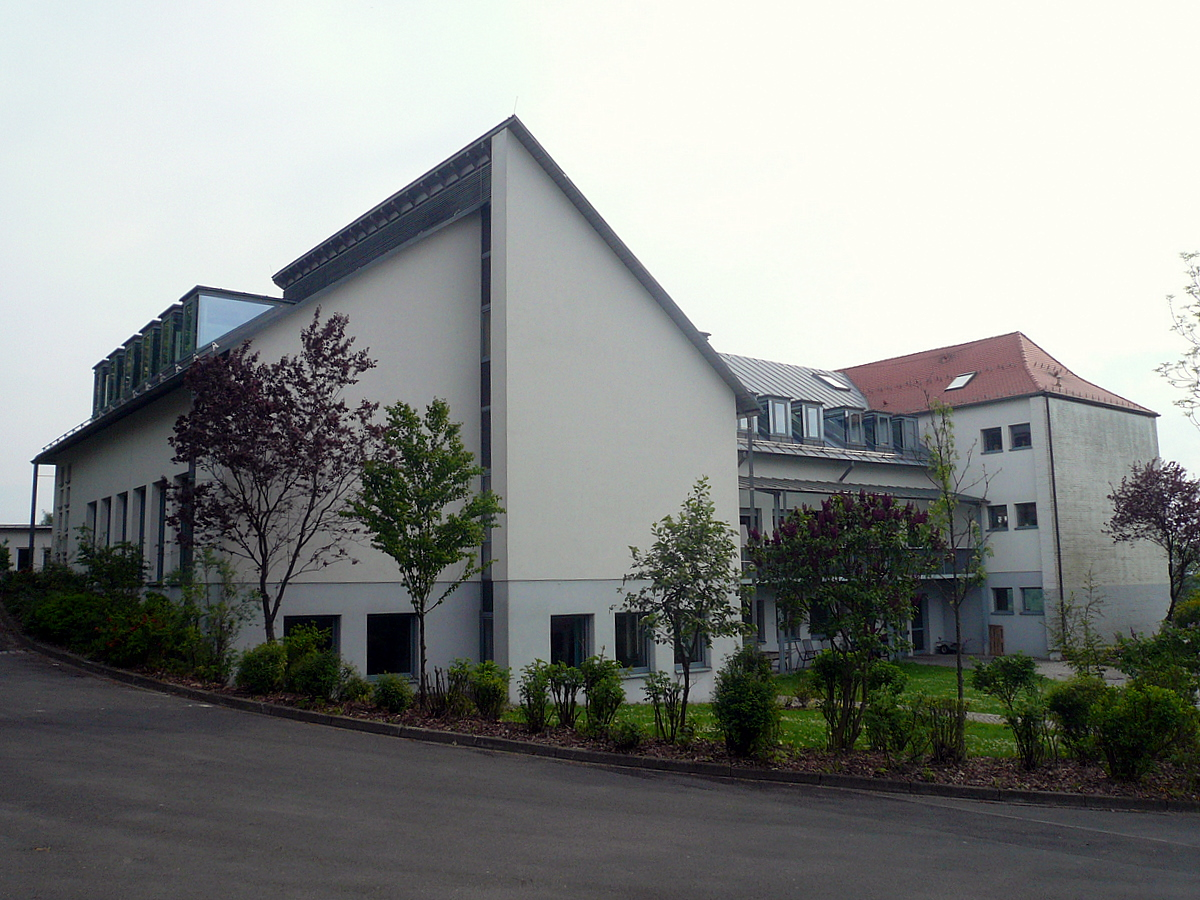
Jugendbildungsstätte
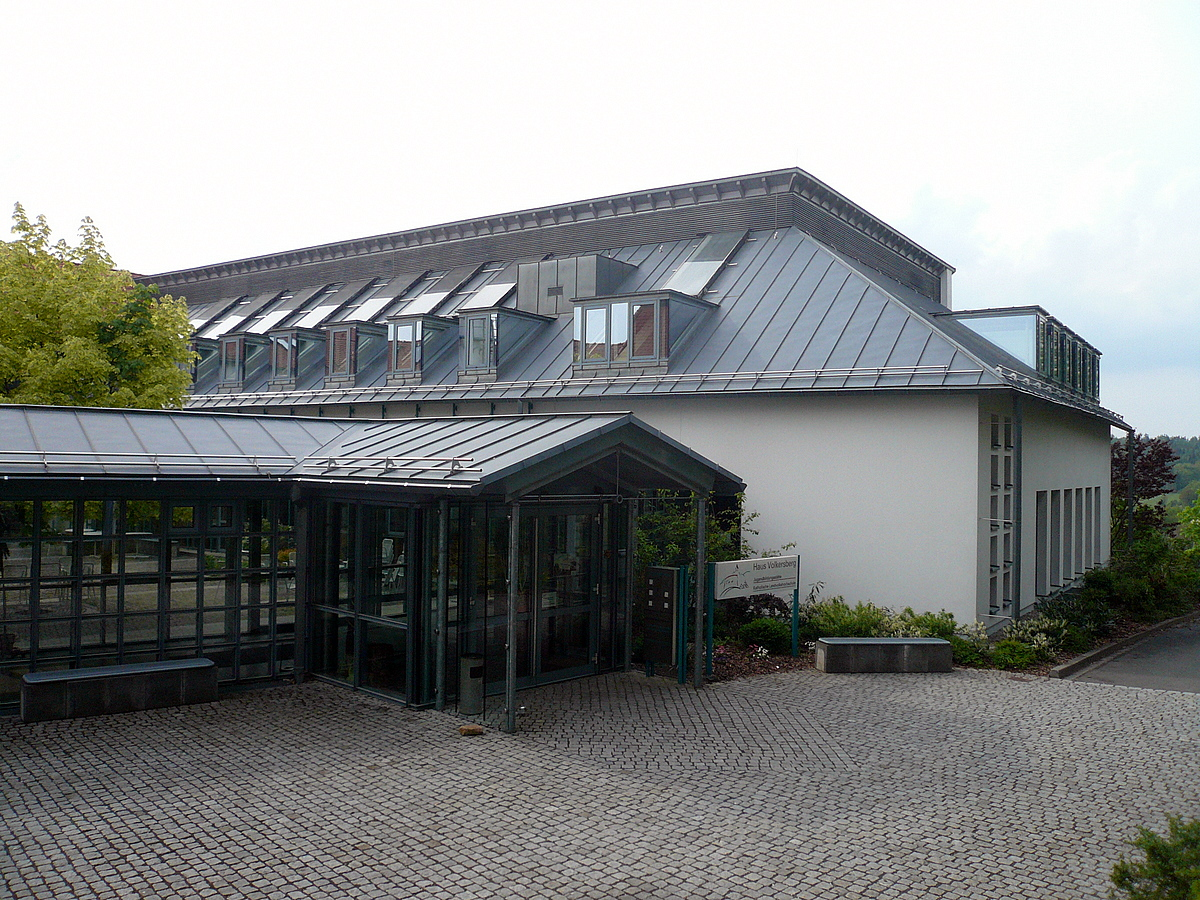
Jugendbildungsstätte